# Shelly Group
Shelly Group SE ist ein international tätiger bulgarischer Technologiekonzern mit Sitz in Sofia, der auf die Entwicklung und Herstellung von Produkten für das Smart Home sowie für das Internet der Dinge (IoT) spezialisiert ist. Das Unternehmen firmiert seit 2024 als Societas Europaea (SE) und ist an der Börse in Sofia gelistet. Mit der Eigenmarke Shelly zählt der Konzern zu den führenden Anbietern von Nachrüstlösungen für Heimautomatisierung in Europa.

## Geschichte
Die Shelly Group wurde 2003 in Sofia von Dimitar Dimitrow und Swetlin Todorow gegründet und war zunächst unter dem Namen Allterco AD aktiv. Zunächst konzentrierte sich das Unternehmen auf mobile Kommunikations- und M2M-Lösungen. Im Jahr 2018 führte die Firma die Smart-Home-Marke Shelly ein, die mit kompakten WLAN-basierten Relais und Energiemessgeräten schnell internationale Bekanntheit erlangte. Im Dezember 2024 erfolgte die Umbenennung in Shelly Group SE, um die globale Ausrichtung und den Schwerpunkt auf IoT-Produkte zu unterstreichen.

## Produkte und Technologien
Das Unternehmen entwickelt und vertreibt verschiedene Smart-Home-Produkte unter der Marke Shelly, darunter:
- Unterputz-Relais (z. B. Shelly 1, 1PM, 2.5, Pro-Serie)
- Energiezähler wie Shelly 3EM für Haushalte und Unternehmen
- Sensoren für Temperatur, Bewegung, Feuchtigkeit, Türen/Fenster
- Smarte Steckdosen (z. B. Shelly Plug S)
- Thermostate und Heizkörperventile wie Shelly TRV

Alle Geräte sind für die Nachrüstung in bestehenden Elektroinstallationen ausgelegt, kommunizieren in der Regel über WLAN und benötigen keine zentrale Steuerzentrale. Die Integration ist mit Plattformen wie Google Home, Amazon Alexa, Apple HomeKit und Home Assistant möglich.

## Innovationen
- Mit der Gen4-Serie (2024) führt Shelly erstmals Geräte ein, die neben WLAN auch Bluetooth, Zigbee und Matter unterstützen.[4]
- Die Produkte setzen auf offene Standards, API-Schnittstellen und MQTT zur Integration in verschiedene Smart-Home-Ökosysteme.
- Die Miniaturisierung und das modulare Design (Mini- und Pro-Serien) werden als Branchenmaßstäbe gesehen.

## Marktpräsenz
Die Shelly Group SE ist mit eigenen Standorten in Bulgarien, Deutschland, den USA, China und Slowenien vertreten. Besonders im deutschsprachigen Raum ist Shelly erfolgreich: Rund 50 % aller Geräte werden in Deutschland, Österreich und der Schweiz verkauft.

## Börsennotierung und Finanzen
Die Shelly Group ist seit 2016 an der Börse Sofia (ISIN: BG1100003166, Kürzel: SLYG) gelistet. Detaillierte Umsatzzahlen veröffentlicht das Unternehmen nicht regelmäßig.